# Ernst Grinzenberger
Ernst Grinzenberger (20. April 1866 in Wien – nach 1902) war ein österreichischer Opernsänger (Bariton) und Schauspieler.

## Leben
Grinzenberger, Sohn eines Magistratsbeamten, diente von 1886 bis 1895 als städtischer Kassenbeamter, doch nutzte er seine freie Zeit, um sich zum Sänger und Schauspieler auszubilden, und besuchte zuletzt das Wiener Konservatorium, das er mit Auszeichnung absolvierte.
Sein erstes Engagement erhielt er in Köln, wo er als „Silvio“ im Bajazzo und „Heerrufer“ im Lohengrin debütierte. Dann wirkte er an mehreren österreichischen Provinztheatern, von 1896 bis 1897 am Karltheater in Wien, sodann an den Hoftheatern in Stuttgart und Karlsruhe, am Metropoltheater in Berlin (1900), am Residenztheater in Dresden (1901) und war dann Mitglied der Unternehmung Schall und Rauch in Berlin.
Grinzenberger, der sich eigentlich als erster lyrischer und Spielbariton in Oper und Operette betätigte und überall mit Glück als Sänger wirkte, legte auch wiederholt Zeugnis seiner schauspielerischen Begabung ab.